# Dariusz Adamczuk
Dariusz Adamczuk, född den 21 oktober 1969 i Szczecin, Polen, är en polsk fotbollsspelare som tog OS-silver i fotbollsturneringen vid de olympiska sommarspelen 1992 i Barcelona. 